# Milton Babbitt
Milton Byron Babbitt (ur. 10 maja 1916 w Filadelfii, zm. 29 stycznia 2011 w Princeton) – amerykański kompozytor i teoretyk muzyki.
W latach 50. był pionierem zastosowania teorii informatycznych w muzyce; włączył teorię zbiorów do metody przekształceń seryjnych. Wprowadził termin „klasy tonacji” dla określania każdej oktawy wartością nutową. Twórca muzyki elektronicznej. 
Jest autorem m.in. czterech kwartetów smyczkowych, kompozycji Philomel na sopran i taśmę (1963–1964), Ensembles for Synthesizer (1967).